# Патісерія
Патісерія (фр. pâtisserie) — тип пекарень у Франції та Бельгії, що спеціалізуються на тістечках і цукерках. В цих країнах назва «патісерія» суворо регулюється і вживати її можна лише щодо тих пекарень, де працює майстер-пекар (maître pâtissier), який пройшов тривалий вишкіл і має спеціальну ліцензію.